# Coastwatchers

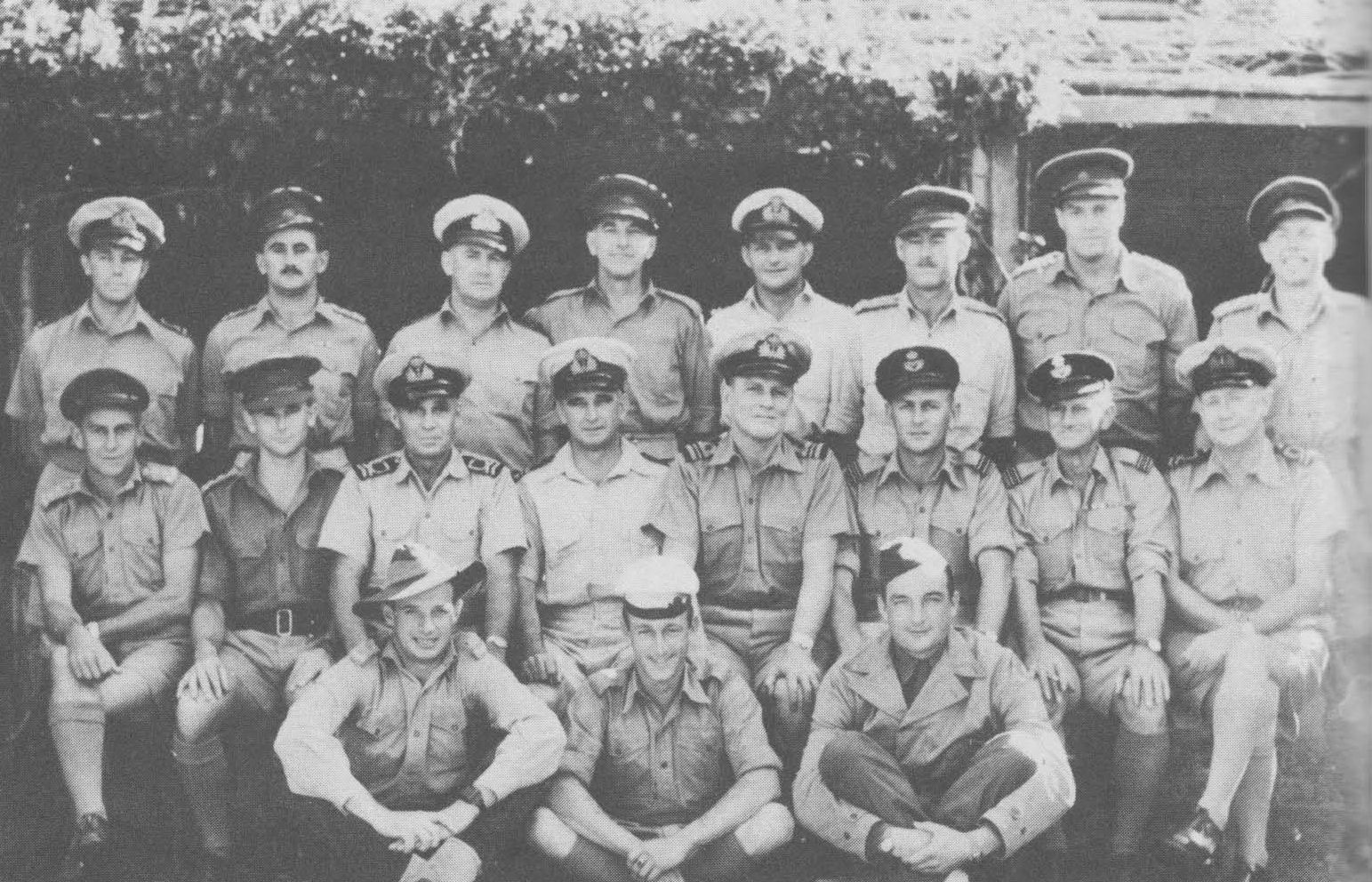
Una foto non datata di Coastwatcher nelle Isole Salomone probabilmente tra il 1943 e 1944

I Coastwatchers, noti anche come Coast Watch Organisation, Combined Field Intelligence Service o Section C, Allied Intelligence Bureau, erano una organizzazione dell'intelligence alleata, che durante la seconda guerra mondiale effettuava una sorveglianza delle coste occupate dai giapponesi e recuperava il personale militare alleato disperso dietro le linee nemiche, per esempio piloti abbattuti o naufraghi di naviglio militare e civile in zone di operazione.

## Organizzazione
I Coastwatcher erano circa 400, inizialmente personale militare australiano e neozelandese, ma poi vennero reclutati indigeni e altro personale alleato recuperato ma impossibilitato a tornare nelle zone controllate dagli Alleati, o che restava su base volontaria, civili o ancora prigionieri di guerra fuggiti. Il dirigente dell'organizzazione da parte australiana era il Lieutenant Commander Eric Feldt, basato a Townsville, nel Queensland e con nome in codice Ferdinand, dal protagonista di un libro per bambini. Il personale reclutato dagli australiani era classificato come facente parte della Royal Australian Navy Volunteer Reserve (RANVR), per fornire loro uno status militare in caso di cattura, ma i giapponesi spesso non ne tenevano conto giustiziando come spie quelli che cadevano prigionieri .
In un caso, alcuni missionari tedeschi assistettero dei membri dell'organizzazione dopo la fuga dalla prigionia nipponica, nonostante il Giappone e la Germania fossero alleati. Nel giugno 1942, "Ferdinand" divenne parte dell'Allied Intelligence Bureau, che era sotto il comando alleato della South West Pacific Area (SWPA). Comunque Feldt riferiva anche al GHQ della SWPA, a Brisbane ed alla Fleet Radio Unit della Royal Australian Navy a Melbourne (FRUMEL), che era sotto il comando del Pacific Ocean Areas.

## Servizi
Due coastwatcher australiani furono in grado di avvisare preventivamente la US Navy di un attacco giapponese a Guadalcanal e secondo il giudizio dell'ammiraglio William Halsey, furono «...i due uomini che salvarono Guadalcanal». Il futuro presidente John Fitzgerald Kennedy, all'epoca sottotenente e comandante di una motosilurante, la PT-109, affondata da un cacciatorpediniere giapponese, fu dato per disperso con tutto l'equipaggio e fu salvato da due coastwatchers.

## Fiction
Evans fu interpretato nel film PT 109 - Posto di combattimento! da Michael Pate e citato nella canzone famosa di Jimmy Dean, chiamata anche PT-109.
Nel film del 1964 Il gran lupo chiama, l'attore Cary Grant impersona un riluttante coastwatcher.
Nel musical South Pacific, un marine statunitense è inviato a fare un simile lavoro.
Nel romanzo Tales of the South Pacific il coastwatcher è un inglese espatriato noto come "The Remittance Man".
In The Wackiest Ship in the Army (film del 1960), Chips Rafferty impersonò un coastwatcher australiano ed ha apparentemente un ruolo diverso come comprimario in un episodio della serie tv del 1965 The Wackiest Ship in the Army.
Nella serie di W. E. B. Griffin The Corps, Griffin dà credito ai coastwatcher Australiani per i loro servizi a Guadalcanal.
Gli episodi Rescue from Manatugo Point e Operation: Dig Out (titoli della versione originale) Adventures in Odyssey descrivono il recupero di un coastwatcher britannico durante la campagna di Guadalcanal.
Il romanzo The Persimmons Tree di Bryce Courtenay narra la storia fittizia di un coastwatcher durante la seconda guerra mondiale.
Nella stagione 2, episodio 13, di La squadriglia delle pecore nere (serie televisiva statunitense dal 1976 al 1978.), Peter Frampton impersona un coastwatcher britannico di nome "Peter Buckley" che recupera Boyle dopo un suo abbattimento. L'episodio andò in onda per la prima volta negli USA il 6 aprile 1978.